# Carlo Gambarotta
Carlo Gambarotta (Genova, 21 marzo 1919 – Genova, 23 ottobre 2004) è stato un arbitro di calcio italiano.

## Carriera arbitrale
Divenuto arbitro nel 1938, approda a dirigere in Serie C nel 1950 (in occasione della gara Fossano-Gallaratese), in Serie B nel 1955 (esordio il 6 febbraio 1955 in Padova-Monza) mentre il debutto assoluto nella massima serie avviene il 27 ottobre 1957 (Padova-Torino).
Pur non riuscendo a conseguire il patentino FIFA, viene incluso nell'elenco degli arbitri "di classe internazionale", abilitati a dirigere all'estero partite di minore importanza o ad assistere i colleghi graduati in qualità di guardalinee: con questa funzione, viene designato anche in occasione del torneo calcistico all'Olimpiade di Roma nel 1960.
Smette di arbitrare nel 1964 per raggiunti limiti d'età, con un bilancio di 84 gare dirette in Serie A (tra cui "classiche" del campionato come 3 Derby della Mole, 3 Roma-Inter, 1 Juventus-Inter e 1 Juventus-Roma). Da quel momento, si mette a disposizione come apprezzato osservatore arbitrale.

## Episodi controversi
Lo si ricorda soprattutto con riferimento alla rocambolesca partita Juventus-Inter del 16 aprile 1961, con le due squadre in lotta per lo scudetto: Gambarotta dovette gestire una pacifica invasione di campo dei tifosi juventini che sfondarono i cancelli riversandosi all'interno del recinto di gioco e decise di sospendere l'incontro per mancanza delle condizioni minime di sicurezza. Il Giudice Sportivo dapprima sancì la sconfitta a tavolino della Juventus, mentre successivamente la Corte d'Appello Federale dispose la ripetizione della gara. Il designatore Giorgio Bernardi scelse di nuovo l'arbitro Gambarotta, che d'altra parte diresse una gara virtuale, visto che l'Inter per protesta mandò in campo la squadra giovanile, poi battuta 9-1.